# کلب لندری جونز
کلب لندری جونز (انگلیسی: Caleb Landry Jones؛ زادهٔ ۷ دسامبر ۱۹۸۹) هنرپیشه اهل ایالات متحده آمریکا است. وی از سال ۲۰۰۷ میلادی تاکنون مشغول فعالیت بوده‌است. از فیلم‌هایی که وی در آن نقش داشته‌است، می‌توان به مردان ایکس: کلاس اول، ساخت آمریکا، برو بیرون، سه بیلبورد خارج از ابینگ میزوری، بیزانتیوم، پروژه فلوریدا، ضد ویروس و... اشاره کرد. وی در سال ۲۰۲۱ موفق به کسب جایزه بهترین بازیگر مرد جشنواره فیلم کن شد.

## اوایل زندگی
جونز در ۷ دسامبر ۱۹۸۹ در گارلند، شهری در تگزاس متولد شد. پدر و مادر او پاتریک و سیندی جونز نام دارند. وقتی که او کودک بود، خانواده‌اش به شهری در نزدیک شهر ریچاردسون نقل مکان کردند.
جایی که او بزرگ شد و بعدها در آنجا رابرت هادسون را ملاقات کرد. آن‌ها گروه موسیقی رابرت جونز را تشکیل دادند. وی بعد از پیشرفت‌هایی که به عنوان یک بازیگر داشت، به لس آنجلس نقل مکان کرد تا حرفه خود را در زمینه فیلم ادامه دهد.

## زندگی حرفه‌ای
کلب لندری جونز بعد از مدتی، نقش‌های کوچکی در فیلم‌هایی همچون جایی برای پیرمرد ها نیست و خیلی بد، ایفا کرد. او فعالیت‌هایی نیز در تلویزیون انجام داد و در سریال جمعه شب‌های روشن در نقش جیمی ادلر و در سریال بریکینگ بد در نقش لوییس ظاهر شد.
جونز نقش‌های غیراصلی ای را در فیلم‌های آخرین جنگیر (محصول سال ۲۰۱۰) و مردان ایکس: کلاس اول (محصول سال ۲۰۱۱) ایفا کرد. سال بعد اون در فیلم قاچاق در نقش اندی و در فیلم بیزانتیوم از نیل جوردن، در کنار سورشا رونان حضور داشت .
در همان سال او اولین نقش اصلی خود را در فیلم ضد ویروس در نقش سید مارچ ایفا کرد. این فیلم اولین فیلم بلند نویسنده و کارگردان کانادایی برندون کراننبرگ، پسر کارگردان مطرح دیوید کراننبرگ بود که برای اولین بار در جشنواره کن ۲۰۱۲ در بخش جوایز کارهای نو و نگاهی نو نمایش داده شد و نسخه اصلاح شده آن در جشنواره بین‌المللی فیلم تورنتو ۲۰۱۲ نمایش داده شد که به همراه فیلم توکای سیاه، برنده بهترین نخستین فیلم بلند کانادایی، در این جشنواره شد. وی همچنان به بازی در نقش‌های مکمل در فیلم‌های مستقل و اصلی ادامه داد.
در سال ۲۰۱۷، او در فیلم پروژه فلوریدا حضور داشت. در همان سال در فیلم برو بیرون در نقش جرمی آرمیتیج و در فیلم سه بیلبورد خارج از ابینگ میزوری در نقش رد ولبی ظاهر شد که هردوی فیلم‌ها نامزدیی‌هایی را در نودمین دوره جوایز اسکار بدست آورند.
کلب لندری جونز در فیلم Welcome the stranger که در سال ۲۰۱۸ به نمایش در آمد در کنار ابی لی و رایلی کیئو ظاهر شد و در کنار آن دو از بازیگران اصلی این فیلم بود.
دومین حضور او در کنار ابی لی نیز در فیلم to the night محصول سال ۲۰۱۸ بود و که در نقش اصلی این فیلم ظاهر شد . او در مارس ۲۰۱۸ به جمع بازیگران فیلم Untitled Lone Scherfig project پیوست که در سال ۲۰۱۹، اکران خواهد شد.
وی در سال ۲۰۱۹ در جمع بازیگران فیلم مرده ها نمی‌میرند به کارگردانی جیم جارموش حضور داشت . همچین حضور وی در فیلم بایوس به کارگردانی میگوئل سپاچنیک به تهیه کنندگی رابرت زمکیس ، که در دوم اکتبر ۲۰۲۰ منتشر میشود، تایید شده . لندری جونز در این فیلم با تام هنکس همبازی است .

## فیلم شناسی

### فیلم
| سال  | نام فیلم                        | نقش                    |
| ---- | ------------------------------- | ---------------------- |
| ۲۰۰۷ | جایی برای پیرمردها نیست         | پسر روی دوچرخه         |
| ۲۰۰۷ | خیلی بد                         | پسر در مهمانی          |
| ۲۰۰۸ | The Longshots                   | جونزی                  |
| ۲۰۱۰ | the last exorcism               | کلب سوییتزر            |
| ۲۰۱۰ | شبکه اجتماعی                    | Fraternity Boy         |
| ۲۰۱۱ | Summer Song                     | جک                     |
| ۲۰۱۱ | مردان ایکس:کلاس اول             | Sean Cassidy / Banshee |
| ۲۰۱۲ | Contraband                      | اندی                   |
| ۲۰۱۲ | بیزانتیوم                       | فرانک                  |
| ۲۰۱۲ | ضد ویروس                        | سید مارچ               |
| ۲۰۱۴ | جیب خدا                         | لئون اسکراپاتو         |
| ۲۰۱۴ | Queen and Country               | پرسی                   |
| ۲۰۱۴ | Heaven Knows What               | ایلیا                  |
| ۲۰۱۴ | پایین پایین                     | Cole                   |
| ۲۰۱۵ | Stonewall                       | Orphan Annie           |
| ۲۰۱۵ | War on Everyone                 | Birdwell               |
| ۲۰۱۷ | برو بیرون                       | جرمی آرمیتیج           |
| ۲۰۱۷ | پروژه فلوریدا                   | جک هیکز                |
| ۲۰۱۷ | ساخت آمریکا                     | JB                     |
| ۲۰۱۷ | سه بیلبورد خارج از ابینگ میزوری | رد ولبی                |
| ۲۰۱۸ | Tyrel                           | Pete                   |
| ۲۰۱۸ | Welcome the Stranger            | ایدن                   |
| ۲۰۱۸ | سن بیرون                        |                        |
| ۲۰۱۹ | Untitled Lone Scherfig Project  | -                      |

### تلویزیون
| سال       | نام مجموعه          | نقش          |
| --------- | ------------------- | ------------ |
| ۲۰۰۸-۲۰۱۰ | Friday Night Lights | جیمی ادلر    |
| ۲۰۰۹-۲۰۱۰ | بریکینگ بد          | لوییس        |
| ۲۰۱۰      | Victorious          | Adorable Guy |
| ۲۰۱۷      | Twin Peaks          | استیون بارنت |